# Marcin Szowiłowicz
Marcin Szowiłowicz, także Marcin Szowikowicz – kmieć pochodzący ze wsi Domaszowice, który według dokumentu z 1438 roku na polecenie biskupa krakowskiego Zbigniewa Oleśnickiego, założył wieś Sedlnicza na prawie średzkim. Powszechnie uznaje się, że Sedlnicza obecnie nosi nazwę Dąbrowa. Lokacja miejscowości znacznie uszczupliła ziemie użytkowane przez kmieci z Domaszowic.
Rada Miejska w Kielcach w 2022 roku zadecydowała o nadaniu jednej z ulic na kieleckiej Dąbrowie imienia Marcina Szowiłowicza.